# 赫尔河
赫尔河（英語：River Hull）是北英格蘭东约克郡的一条河流，发源于德里菲爾德以西，在赫爾河畔京士頓注入亨伯河口。它是一条可以通航的河流，河上大多数桥梁都是活动的，以便船舶通过。
赫尔河地势过低，经常泛滥，因此两岸都修建了排水系统来缓解这种情况。1980年，河口还设置了挡潮堤，用来防止潮汐倒灌引发的洪水。

## 历史
1213年，约克大主教宣布拥有这条河，1296年拆掉阻碍通航的鱼梁。1321年，大主教已开始对通航船只收费，曾在遭到商人抗议后取消，但现在河口一英里仍属收费区。
亨伯河的入海口在中世纪早期发生过变化。它最初位于石灰窑湾（Lime Kiln Creek）的地方，后来改成塞耶斯湾（Sayers Creek）。
1980年，环境署在河口修建了挡潮堤，防止潮汐涌入河流造成洪水，2009年耗资1000万英镑进行结构升级。